# سگ شکاری بویاب

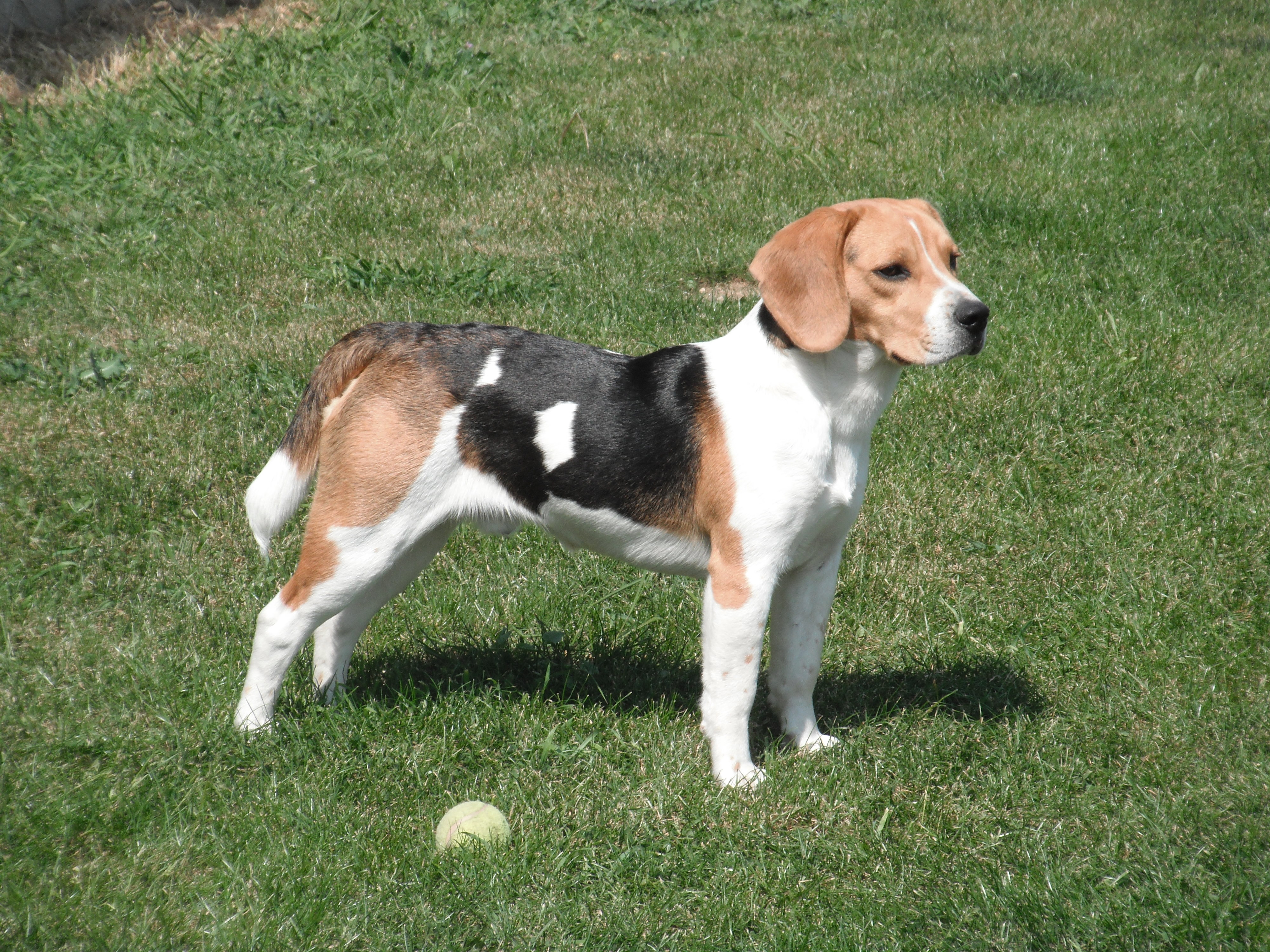
بیگل: گوش‌های بلند، مجرای بینی بزرگ و بدنی محکم برای استقامت

سگ شکاری بویاب (به انگلیسی: Scent hound) نوعی از سگ‌های شکاری هستند که عمدتاً به‌جای دیدن، به وسیله بو شکار می‌کنند. این نژادها سگ‌های شکاری هستند و به‌طور کلی دارای حساس‌ترین بینیها در بین سگ‌ها هستند. سگ‌های شکاری در دنبال کردن بوها تخصص دارند. اغلب آنها گوش‌های بلند و آویزان و حفره‌های بینی بزرگ دارند تا حساسیت بو را افزایش دهند. آنها نسبتاً باید استقامت بالایی داشته باشند تا بتوانند بو را در فاصله طولانی و زمین‌های ناهموار پیگیری کنند. باور بر این است که آنها در اصل توسط سلت‌ها پرورش داده شده‌اند.